# Arenosclera
Arenosclera is een geslacht van sponsdieren uit de familie van de gewone sponzen (Demospongiae).

## Soorten
- Arenosclera arabica (Keller, 1889)
- Arenosclera brasiliensis Muricy & Ribeiro, 1999
- Arenosclera digitata (Carter, 1882)
- Arenosclera heroni Pulitzer-Finali, 1982
- Arenosclera parca Pulitzer-Finali, 1982
- Arenosclera rosacea Desqueyroux-Faúndez, 1984